# Susín
Susín est un village de la province de Huesca, situé à environ quatre kilomètres au sud du village de Biescas, auquel il est rattaché administrativement, dans la Tierra de Biescas. Susín est inhabité, mais les bâtiments sont entretenus par l'association « Amigos de Susín ». Le village se trouve à moins d'un kilomètre de Casbas de Jaca, également inhabité, et à moins d'un kilomètre au sud-est d'Oliván, le plus proche village habité. L'église du village, dédiée à sainte Eulalie, est de style roman, remaniée au XVIIIe siècle. Les fresques qui s'y trouvaient sont conservées au musée diocésain de Jaca.